# Aleksy (Moschonas)
Aleksy, imię świeckie Aleksios Moschonas (ur. 1954 w Lechaia) – duchowny prawosławnego Patriarchutu Jerozolimy, od 1996 arcybiskup Tyberiady.

## Życiorys
W 1972 złożył śluby zakonne i został wyświęcony na diakona. Święcenia kapłańskie przyjął w 1975. W 1978 uzyskał godność archimandryty. Chirotonię biskupią otrzymał 10 listopada 1991 jako biskup Porfirupolis. W 1996 został mianowany arcybiskupem Tyberiady. Od 2001 jest przedstawicielem Patriarchatu w Gazie.